# Magdalena Lobnig
Magdalena Lobnig (St. Veit an der Glan, 19 de julio de 1990) es una deportista austríaca que compite en remo.
Participó en dos Juegos Olímpicos de Verano, obteniendo una medalla de bronce en Tokio 2020, en la prueba de scull individual, y el sexto lugar en Río de Janeiro 2016, en la misma prueba.
Ganó dos medallas de bronce en el Campeonato Mundial de Remo, en los años 2018 y 2019, y cuatro medallas en el Campeonato Europeo de Remo entre los años 2013 y 2020.
Además, obtuvo dos medallas en el Campeonato Mundial de Remo de Mar, en los años 2023 y 2024.

## Palmarés internacional
| Juegos Olímpicos   | Juegos Olímpicos          | Juegos Olímpicos  | Juegos Olímpicos |
| Año                | Lugar                     | Medalla           | Prueba           |
| ------------------ | ------------------------- | ----------------- | ---------------- |
| 2020               | Tokio (Japón)             | Medalla de bronce | Scull individual |
| Campeonato Mundial |                           |                   |                  |
| Año                | Lugar                     | Medalla           | Prueba           |
| 2017               | Sarasota (Estados Unidos) | Medalla de bronce | Scull individual |
| 2018               | Plovdiv (Bulgaria)        | Medalla de bronce | Scull individual |
| Campeonato Europeo |                           |                   |                  |
| Año                | Lugar                     | Medalla           | Prueba           |
| 2013               | Sevilla (España)          | Medalla de plata  | Scull individual |
| 2016               | Brandeburgo (Alemania)    | Medalla de oro    | Scull individual |
| 2018               | Glasgow (Reino Unido)     | Medalla de plata  | Scull individual |
| 2020               | Poznań (Polonia)          | Medalla de plata  | Scull individual |